# Relais 4 × 400 mètres féminin aux Relais mondiaux 2024
L'épreuve du relais 4 × 400 mètres féminin des relais mondiaux 2024 se déroule les 4 et 5 mai 2024 au Stade Thomas-Robinson de Nassau aux Bahamas.
Les relais mondiaux déterminent la meilleure équipe de relais mais constituent aussi le tournoi principal de qualification pour les Jeux olympiques de Paris en 2024 : les quatorze meilleures équipes sont retenues, laissant seulement deux équipes qualifiées selon leurs performances 2023-2024.

## Format
Lors du premier tour, les deux premières équipes de chaque série obtiennent un quota olympique pour Paris 2024 (8 équipes) et se qualifient pour la finale des Relais Mondiaux. Le tour de repêchage, qui se déroule lors de la deuxième journée de compétition, est composé de trois séries : les deux premiers de chacune d’entre elles se qualifient pour les Jeux olympiques (6 équipes). La finale, qui réunit chacune les 8 équipes qualifiées lors du premier tour, se déroule en fin de deuxième journée des compétitions.

## Participation
27 équipes sont engagées.
| - Australie - Belgique F - Botswana - Brésil - Canada F - Colombie - Cuba - Tchéquie - République dominicaine - Espagne | - France F - Grande-Bretagne F - Allemagne - Inde - Irlande F - Italie F - Jamaïque F - Kenya - Pays-Bas F - Nigeria | - Norvège - Pologne F - Portugal - Suisse - Ukraine - États-Unis - Zambie |

F : Finaliste aux championnats du monde 2023

## Résultats

### Séries
Les 2 premiers de chaque série se qualifient pour la finale (Q) et pour les Jeux olympiques de 2024 (OQ).
| Rang | Série | Pays                   | Athleètes                                                                                     | Temps   | Notes     |
| ---- | ----- | ---------------------- | --------------------------------------------------------------------------------------------- | ------- | --------- |
| 1    | 2     | Irlande                | Sophie Becker, Rhasidat Adeleke, Phil Healy, Sharlene Mawdsley                                | 3:24.38 | Q, OQ, NR |
| 2    | 4     | États-Unis             | Quanera Hayes, Bailey Lear, Na'Asha Robinson, Alexis Holmes                                   | 3:24.76 | Q, OQ,    |
| 3    | 2     | Royaume-Uni            | Victoria Ohuruogu, Hannah Kelly, Nicole Yeargin, Lina Nielsen                                 | 3:24.89 | Q, OQ, SB |
| 4    | 1     | Italie                 | Rebecca Borga, Ayomide Folorunso, Giancarla Trevisan, Alice Mangione                          | 3:26.28 | Q, OQ, SB |
| 5    | 4     | Norvège                | Josefine Tomine Eriksen, Amalie Iuel, Astri Ertzgaard, Henriette Jaeger                       | 3:26.89 | Q, OQ, NR |
| 6    | 3     | Pologne                | Marika Popowicz-Drapała, Kinga Gacka, Alicja Wrona Kutrzepa, Natalia Kaczmarek                | 3:27.11 | Q, OQ, SB |
| 7    | 1     | Canada                 | Zoe Sherar, Aiyanna Stiverne, Alyssa Marsh, Kyra Constantine                                  | 3:27.17 | Q, OQ, SB |
| 8    | 4     | Belgique               | Naomi van den Broeck, Hanne Claes, Liefde Schoemaker, Helene Ponette                          | 3:27.19 | SB        |
| 9    | 3     | France                 | Shana Grebo, Fanny Peltier, Diana Iscaye, Camille Seri                                        | 3:28.08 | Q, OQ, SB |
| 10   | 1     | Pays-Bas               | Eveline Saalberg, Myrte van der Schoot, Lisanne de Witte, Cathelijn Peeters                   | 3:28.10 |           |
| 11   | 1     | Australie              | Bendere Oboya, Ellie Beer, Mikeala Selaidinakos, Alanah Yukich                                | 3:28.20 | SB        |
| 12   | 3     | Jamaïque               | Charokee Young, Ashley Williams, Junelle Bromfield, Roneisha McGregor                         | 3:29.03 |           |
| 13   | 1     | Inde                   | Vithya Ramraj, Poovamma Raju Machettira, Jyothika Sri Dandi, Subha Venkatesan                 | 3:29.74 |           |
| 14   | 3     | Espagne                | Hermina Parra, Laura Bueno, Eva Santidrián, Berta Segura                                      | 3:31.03 | SB        |
| 15   | 2     | Cuba                   | Melissa Padrón, Rose Mary Almanza, Lisneidy Veitía, Roxana Gómez                              | 3:31.56 | SB        |
| 16   | 3     | Allemagne              | Luna Bulmahn, Skadi Schier, Mona Mayer, Hannah Mergenthaler                                   | 3:32.04 | SB        |
| 17   | 2     | Ukraine                | Kateryna Karpiuk, Tetiana Kharashchuk, Viktoriya Tkachuk, Maryana Shostak                     | 3:32.31 | SB        |
| 18   | 1     | Suisse                 | Catia Gubelmann, Lena Wernli, Michelle Liem, Yasmin Giger                                     | 3:33.43 | SB        |
| 19   | 2     | Tchéquie               | Lurdes Gloria Manuel, Marcela Pírková, Nikola Bendová, Barbora Malíková                       | 3:34.85 |           |
| 20   | 1     | Zambie                 | Niddy Mingilishi, Quincy Malekani, Abygirl Sepiso, Rhoda Njobvu                               | 3:35.37 |           |
| 21   | 4     | Portugal               | Carina Vanessa, Vera Barbosa, Juliana Guerreiro, Sofia Lavreshina                             | 3:35.64 |           |
| 22   | 2     | Colombie               | Paola Loboa, Karla Velez, Nahomy Castro, Rosa Escobar                                         | 3:39.13 | SB        |
| 23   | 3     | Botswana               | Nancy Budzwani, Christine Botlogetswe, Batisane Kennekae, Galefele Moroko                     | 3:40.66 |           |
| 24   | 2     | République dominicaine | Milagros Durán, Frachina Martinez, Mariana Perez, Martha Mendez                               | 3:40.93 | SB        |
| 25   | 3     | Kenya                  | Joan Cherono, Diana Chebet, Vanice Kerubo Nyagisera, Rahab Wanjriu Ndirangu                   | 3:44.62 |           |
|      | 4     | Brésil                 | Maria Victoria De Sena, Leticia Lima, Jainy Suelen Dos Santos Barreto, Anny Caroline De Bassi | DQ      |           |
|      | 4     | Nigeria                |                                                                                               | DNS     |           |

### Tours de repêchage
Les deux premières nations de chaque série se qualifient pour les Jeux olympiques de 2024 (OQ).
| Rang | Série | Pays                   | Athlètes                                                                                      | Temps   | Notes  |
| ---- | ----- | ---------------------- | --------------------------------------------------------------------------------------------- | ------- | ------ |
| 1    | 3     | Belgique               | Naomi van den Broeck, Imke Vervaet, Camille Laus, Helena Ponette                              | 3:26.79 | OQ, SB |
| 2    | 3     | Espagne                | Carmen Avilés, Berta Segura, Eva Santidrián, Bianca Hervas                                    | 3:27.30 | OQ, NR |
| 3    | 2     | Pays-Bas               | Eveline Saalberg, Myrte van der Schoot, Lisanne de Witte, Cathelijn Peeters                   | 3:27.45 | OQ     |
| 4    | 3     | Tchéquie               | Lurdes Gloria Manuel, Tereza Petrzilková, Lada Vondrova, Barbora Malíková                     | 3:27.76 | SB     |
| 5    | 3     | Australie              | Bendere Oboya, Ellie Beer, Mikeala Selaidinakos, Alanah Yukich                                | 3:28.05 | SB     |
| 6    | 2     | Suisse                 | Lena Wernli, Annina Fahr, Julia Niederberger, Giulia Senn                                     | 3:28.30 | OQ, SB |
| 7    | 1     | Jamaïque               | Charokee Young, Ashley Williams, Junelle Bromfield, Roneisha McGregor                         | 3:28.54 | OQ     |
| 8    | 1     | Inde                   | Rupal, Jyothika Sri Dandi, Poovamma Raju Machettira, Subha Venkatesan                         | 3:29.35 | OQ     |
| 9    | 2     | Cuba                   | Melissa Padrón, Rose Mary Almanza, Lisneidy Veitía, Roxana Gómez                              | 3:29.36 | SB     |
| 10   | 1     | Brésil                 | Jainy Suelen Dos Santos Barreto, Leticia Lima, Maria Victoria De Sena, Anny Caroline De Bassi | 3:31.60 | SB     |
| 11   | 1     | Allemagne              | Alica Schmidt, Skadi Schier, Mona Mayer, Hannah Mergenthaler                                  | 3:32.12 |        |
| 12   | 3     | Ukraine                | Kateryna Karpiuk, Tetiana Kharashchuk, Viktoriya Tkachuk, Maryana Shostak                     | 3:33.43 |        |
| 13   | 3     | Zambie                 | Rhoda Njobvu, Quincy Malekani, Abygirl Sepiso, Niddy Mingilishi                               | 3:34.55 |        |
| 14   | 2     | Portugal               | Carina Vanessa, Sofia Lavreshina, Juliana Guerreiro, Vera Barbosa                             | 3:35.25 |        |
| 15   | 1     | Colombie               | Paola Loboa, Karla Velez, Rosana Palacios, Nahomy Castro                                      | 3:36.56 | SB     |
| 16   | 2     | Botswana               | Motlatsi Tebalo Rante, Galefele Moroko, Murangi Refilwe, Christine Botlogetswe                | 3:38.33 |        |
| 17   | 2     | Kenya                  | Joan Cherono, Diana Chebet, Vanice Kerubo Nyagisera, Rahab Wanjriu Ndirangu                   | 3:43.22 |        |
|      | 1     | République dominicaine |                                                                                               | DNS     |        |

### Finale
| Rang               | Couloir | Pays        | Athlète                                                                                | Temps   | Notes |
| ------------------ | ------- | ----------- | -------------------------------------------------------------------------------------- | ------- | ----- |
| Médaille d'or      | 6       | États-Unis  | Quanera Hayes, Gabrielle Thomas, Bailey Lear, Alexis Holmes                            | 3:21.70 | WL    |
| Médaille d'argent  | 7       | Pologne     | Marika Popowicz-Drapała, Iga Baumgart-Witan, Justyna Święty-Ersetic, Natalia Kaczmarek | 3:24.71 | SB    |
| Médaille de bronze | 1       | Canada      | Zoe Sherar, Aiyanna Stiverne, Alyssa Marsh, Kyra Constantine                           | 3:25.17 | SB    |
| 4                  | 8       | Royaume-Uni | Victoria Ohuruogu, Lina Nielsen, Emily Newnham, Hannah Kelly                           | 3:25.84 |       |
| 5                  | 3       | Norvège     | Josefine Tomine Eriksen, Amalie Iuel, Elisabeth Slettum, Henriette Jaeger              | 3:26.88 | NR    |
| 6                  | 4       | Italie      | Rebecca Borga, Ayomide Folorunso, Virginia Troiani, Giancarla Becker                   | 3:27.51 |       |
| 7                  | 5       | Irlande     | Phil Healy, Róisín Harrison, Lauren Cadden, Sophie Becker                              | 3:30.95 |       |
| 8                  | 2       | France      | Estelle Raffai, Marjorie Veyssiere, Diana Iscaye, Sounkamba Sylla                      | 3:30.96 |       |

## Légende
Records et Performances
- AR : Record continental (area record)
- CR : Record des championnats (championship record)
- MR : Record du meeting (meet record)
- NR : Record national (national record)
- OR : Record olympique (olympic record)
- PR : Record paralympique (paralympic record)
- PB : Record personnel (personal best)
- SB : Meilleure performance personnelle de la saison (season's best)
- WL : Meilleure performance mondiale de l'année (world leader)
- WJR : Record du monde junior (world junior record)
- WR : Record du monde (world record)

Circonstances et Conditions
- DNF : N'a pas terminé (did not finish)
- DNS : N'a pas pris le départ (did not start)
- DQ : Disqualification (disqualification)
- NM : Aucun essai valable enregistré (No Mark)
- Q : Qualifié « directement » au prochain tour (ou à la prochaine compétition), lors d'une compétition majeure, grâce au classement ou à la réalisation des minima (automatic qualifier)
- q : Qualifié au prochain tour (ou à la prochaine compétition), lors d'une compétition majeure, grâce au repêchage ou à la réalisation de l'une des meilleures performances parmi celles des « non qualifiés directement » (grâce au meilleur temps ou à la meilleure distance par exemple) (secondary qualifier)